# Blue Room (Kirlian Camera)
Blue Room è il quarto EP del gruppo musicale italiano Kirlian Camera, pubblicato dalla Italian Records nel 1985.

## Tracce
Lato A
1. Blue Room (Extended Version) – 5:50 (Angelo Bergamini, Simona Buja)

Lato B
1. Blue Room (Instrumental Coda) – 4:10 (Angelo Bergamini, Simona Buja)
2. Call Me – 4:00 (Angelo Bergamini)